# RAK Studios
RAK Studios is een opnamestudio in het centrum van Londen. De studio werd eind 1976 opgericht door de Britse producer Mickie Most die ook het gelijknamige label RAK Records oprichtte. De naam 'RAK' is een verkorting van de Engelse term rackjobbing, een verkooptechniek waarbij platen (en andere producten) te koop worden aangeboden op een ongewone plaats, zoals benzinestations, krantenwinkels, enz.

## Artiesten
De volgende artiesten hebben hier muziek opgenomen:
- Adele
- Arctic Monkeys
- Beady Eye
- Bernard Butler
- The Cure
- Duffy
- Ellie Goulding
- Feeder
- Grinderman
- Niall Horan
- Jessie J
- Johnny Hates Jazz
- Keane
- Kim Wilde
- KT Tunstall

- Last Shadow Puppets
- Libertines
- Muse
- Paul McCartney
- Placebo
- Radiohead
- Simply Red
- Slade
- The Kooks
- The Pogues
- The Smiths
- Westlife
- The Wire